# Lepisorus crassipes
Lepisorus crassipes är en stensöteväxtart som beskrevs av Ren-Chang Ching och Y.X.Lin. Lepisorus crassipes ingår i släktet Lepisorus och familjen Polypodiaceae. Inga underarter finns listade.